# Józefka (Częstochowa)
Józefka – część miasta Częstochowy wchodząca w skład Kiedrzyna. Wcześniej, przed reformą administracyjną w 1975 roku, osada wiejska należąca do wsi Kiedrzyn. Znajduje się tu kościół pw. św. Brata Alberta Chmielowskiego. Główną osią komunikacyjną jest ul. Narcyzowa.

## Galeria

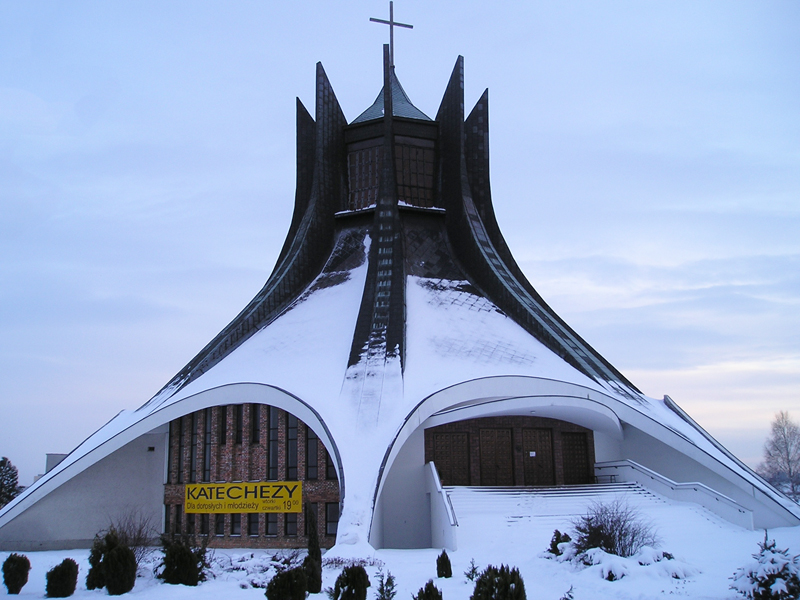
Kościół parafialny zimą
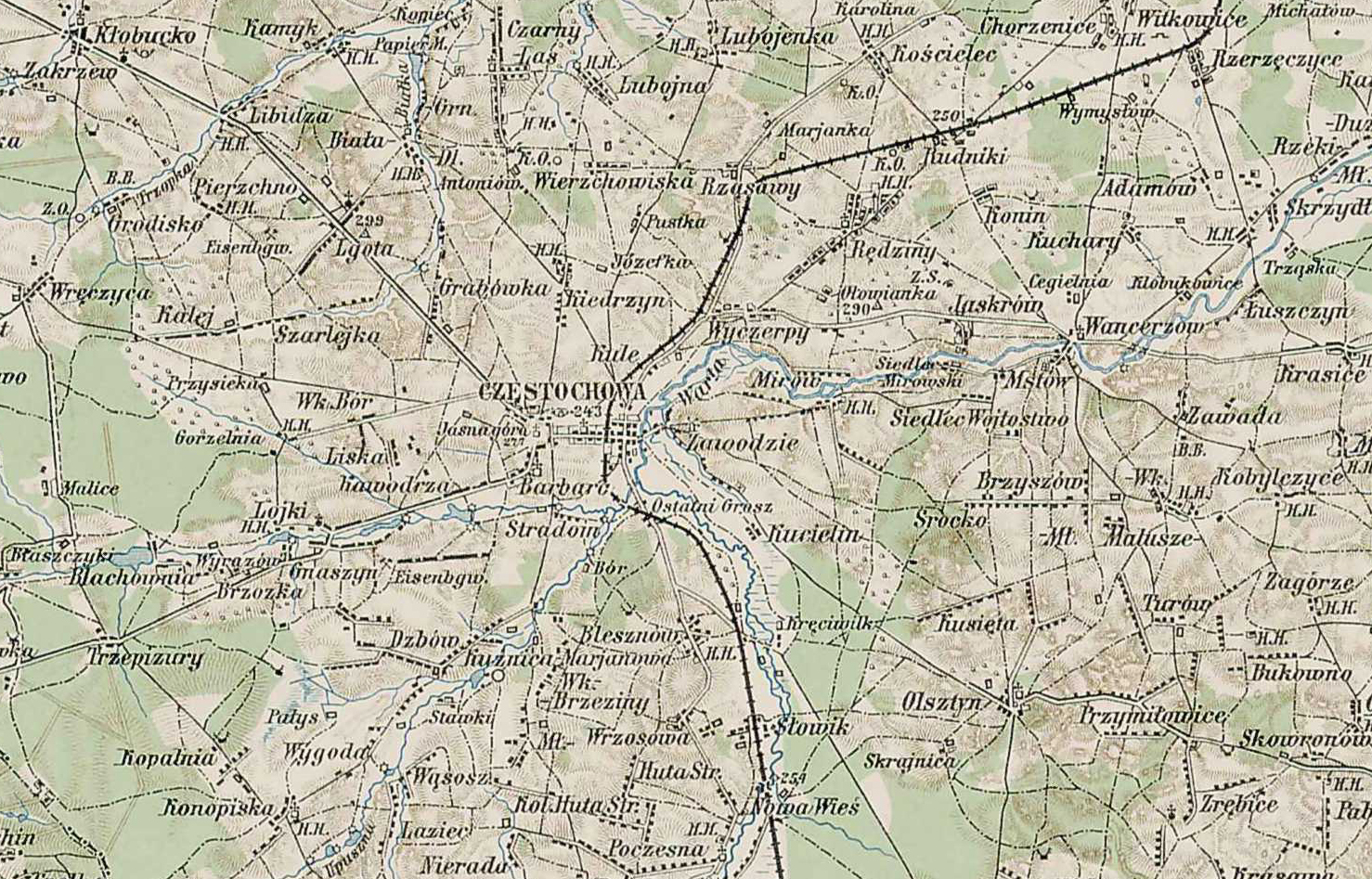
Mapa okolic Częstochowy z 1910 roku z zaznaczoną Józefką jako odrębną jednostką administracyjną